# Alexandre de Palau i d'Aguilar
Alexandre de Palau i d'Aguilar (Conques, Pallars Jussà, 1671 - 1736?) fou un noble austriacista català, castlà de Talarn, senyor de Fígols, comte de Toralla, membre del Braç militar i fundador de l'Acadèmia dels Desconfiats de Barcelona.
Els seus pares foren Francesc de Palau i de Toralla i Maria d'Aguilar i de Casanova. Els avis paterns eren Alexandre de Palau i de Besturs i Orosia de Toralla, filla de Lluís Alemany de Toralla, varvassor de Toralla. Els avis materns, al seu torn, eren Isidre d'Aguilar i Francisca de Casanova.
De molt jove prengué part en la guerra dels Segadors, en accions a la muntanya. El 1699 ja consta que era a Barcelona, formant part del Braç militar, i el 1700 participà en la fundació de l'Acadèmia dels Desconfiats, de la que en fou membre. Esdevingué oficial del Braç militar (1704) i participà (1706) en accions per deslliurar Barcelona del setge borbònic. El 1708, amb motiu de la vinguda a Barcelona de la reina Elisabet Cristina, l'arxiduc Carles el nomenà comte de Toralla.
Es casà, el 1711, amb Josepa de Magarola i de Sentmenat, filla de Josep de Magarola i de Gualbes i d'Antònia de Sentmenat i de Toralla., amb la que tingué un fill i quatre filles.
Sembla que morí el 1736, als 65 anys.